# Aleksey Vakulich
Aleksey Vakulich (tiếng Belarus: Аляксей Вакуліч; tiếng Nga: Алексей Вакулич; sinh 24 tháng 6 năm 1998) là một cầu thủ bóng đá Belarus. Tính đến năm 2017, anh thi đấu cho Minsk.